# Battletoads in Battlemaniacs
Battletoads in Battlemaniacs är ett plattforms-beat 'em up-spel från 1993, utvecklat av Rare och utgivet av Tradewest. Spelet porterades även till Sega Master System och utgavs då i Sydamerika. 

## Handling
Rash och Pimple skall stoppa Silas Volkmire och Mörkrets drottning.

### Fotnoter
1. ↑  ”Battletoads in Battlemaniacs” (på engelska). Gamefaqs. Arkiverad från originalet den 4 augusti 2014. https://web.archive.org/web/20140804071225/http://www.gamefaqs.com/sms/570282-battletoads-in-battlemaniacs. Läst 27 april 2014.